# US Airways
A US Airways egy tempei székhelyű amerikai légitársaság, amely a US Airways Group, Inc. Ez az Egyesült Államok ötödik legnagyobb légitársasága, leányvállalatával, az America West Airlinesszal együtt 357 repülőgép alkotja flottáját.
A US Airways a Star Alliance légiszövetség tagja volt, de kilépett.
A légitársaság 2015-ben szűnt meg, amikor összeolvadt az American Airlinessal.

## Flotta
| Géptípus                  | Szolgálatban | Megrendelve | Utasszám | Utasszám | Utasszám | Utasszám | Megjegyzés |
| Géptípus                  | Szolgálatban | Megrendelve | J        | F        | Y        | Összesen | Megjegyzés |
| ------------------------- | ------------ | ----------- | -------- | -------- | -------- | -------- | --- |
| Airbus A319-100           | 93           | —           | —        | 12       | 112      | 124      | A tervek szerint az összes gép új belső kialakítást kap 2016 végére.                                                |
| Airbus A320-200           | 56           | —           | —        | 12       | 138      | 150      | A legtöbb Airbus A320-ast üzemelteti a világon.                                                                     |
| Airbus A321-200           | 114          | 7           | —        | 16       | 171      | 187      | A legtöbb Airbus A321-est üzemelteti a világon. A még le nem szállított példányokat az American légitársaság kapja. |
| Airbus A330-200           | 15           | —           | 20       | —        | 238      | 258      | |
| Airbus A330-300           | 9            | —           | 28       | —        | 263      | 291      | |
| Airbus A350-900           | —            | 22          | TBA      | TBA      | TBA      | TBA      | A megrendelt példányokat az American légitársasághoz szállítják le. Előreláthatólag 2017-ben állnak üzembe.         |
| Boeing 757-200 belföldi   | 9            | —           | —        | 14       | 176      | 190      | A tervek szerint 2015 végére mind a 9 példányt nyugdíjba vonultatják.                                               |
| Boeing 757-200 nemzetközi | 15           | —           | 12       | —        | 164      | 176      | A nemzetközi járatok gépei új belső kialakítást kapnak.                                                             |
| Embraer 190               | 20           | —           | —        | 11       | 88       | 99       | |
| Összesen                  | 331          | 29          |          |          |          |          | |

## Balesetek
A US Airways 1016-os járatának balesete: 1994. július 2-án a dél-karolinai Columbiából  az észak-karolinai Charlotte-ba tartó 1016-os járat hatalmas viharba keveredett, és szélnyírás áldozata lett. A gép leszállás közben, 76 méteren elvesztette sebességét, és a charlotte-i repülőtértől nem messze lezuhant. A balesetben 37 ember vesztette életét.